# Michel Aumont

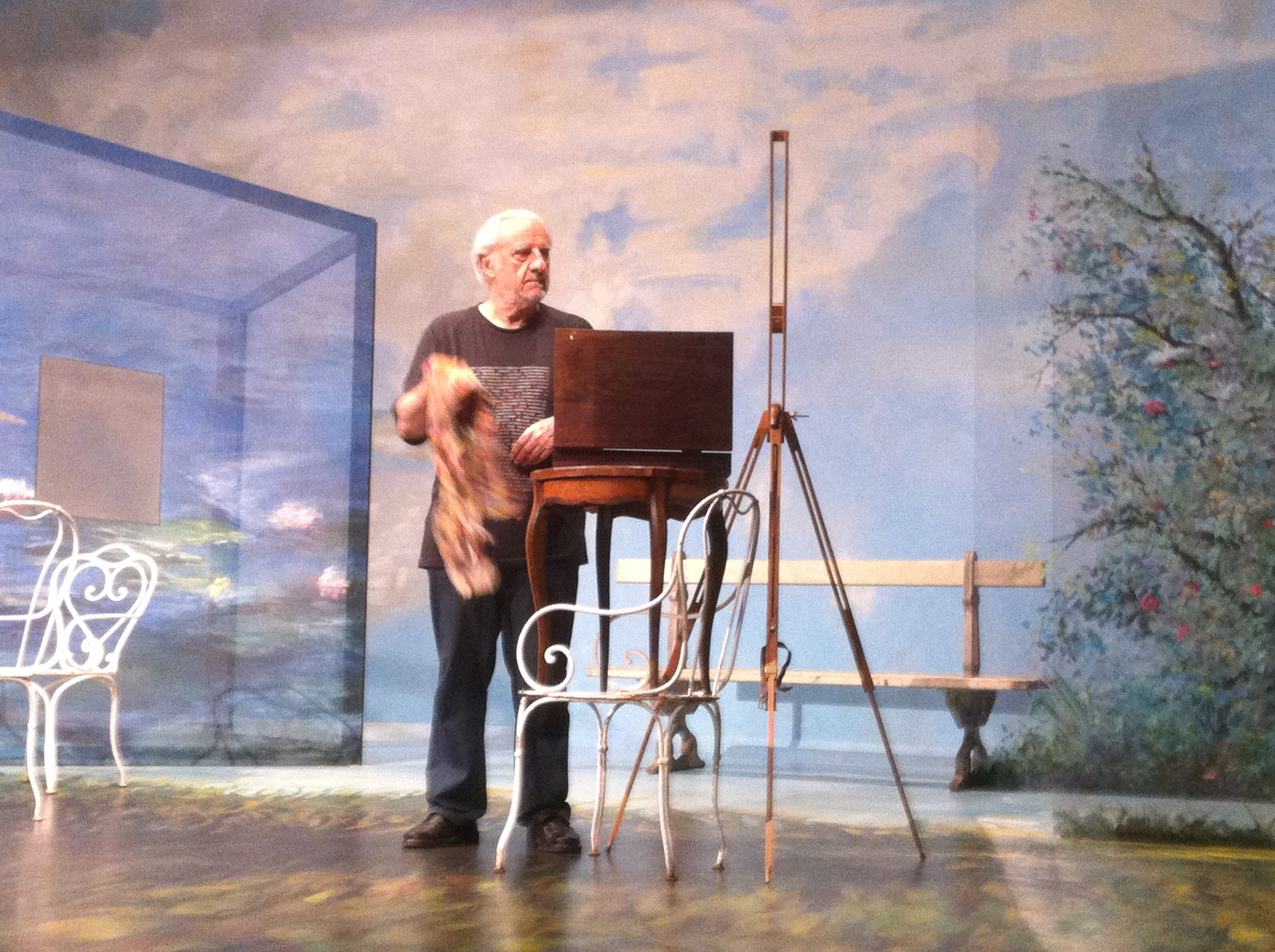
Michel Aumont bei Theaterproben 2014

Michel Aumont (* 15. Oktober 1936 in Paris, Frankreich; † 28. August 2019 ebenda) war ein französischer Filmschauspieler.

## Leben
Michel studierte am Conservatoire national d’art dramatique bei Denis d’Inès (1885–1968) und Jean Debucourt. Mit Abschluss des Studiums 1956 wurde er als Pensionnaire in die Comédie-Française aufgenommen, von 1965 bis 1992 war er Sociétaire. Danach erhielt er den Titel eine Sociétaire honoraire.
Aumont fing in den 1970er Jahren mit einigen kleinen Fernsehrollen an, bevor er gegen Ende der 1970er Jahre seine ersten Kinoauftritte hatte. Zu seinen bekanntesten Filmen zählten Moliere – Ein Theaterleben (1973), Jetzt oder nie! (1980) und Ein Sonntag auf dem Lande (1985) – für die beiden letztgenannten wurde er für einen César als Bester Nebendarsteller nominiert – sowie Der Graf von Monte Christo. 1980 und 1985 folgte je eine weitere Nominierung für den César. Sein Schaffen umfasst rund 170 Film- und Fernsehproduktionen. Zuletzt trat er 2017 als Darsteller in Erscheinung.

## Filmografie (Auswahl)
- 1972: Die unbekannte Schöne (La femme en bleu)
- 1974: Die Ohrfeige (La gifle)
- 1974: Nada
- 1975: Der Tolpatsch mit dem sechsten Sinn (La course à l’échalote)
- 1976: Die gekochten Eier (Les œufs brouillés)
- 1976: Monsieur Klein (M. Klein)
- 1976: Das Spielzeug (Le jouet)
- 1976: Mado
- 1977: Verwöhnte Kinder (Des enfants gâtés)
- 1977: Der Fall Serrano (Mort d’un pourri)
- 1977: Warum nicht! (Pourquoi pas!)
- 1979: Damit ist die Sache für mich erledigt (Coup de tête)
- 1979: Die Schlafmütze (Bête mais discipliné)
- 1979: Die Damen von der Küste (Les dames de la côte) TV-Mehrteiler
- 1980: Jetzt oder nie! (Courage fuyons)
- 1981: Doch das Leben geht weiter (La vie continue)
- 1982: Der alte und der junge Michaud (Les Michaud)
- 1982: Die Handlanger (Légitime violence)
- 1983: Rückkehr nach Korsika (Le grain de sable)
- 1983: Zwei irre Spaßvögel (Les compères)
- 1983: Gefährliche Züge (La diagonale du fou)
- 1984: Back Fire (Liste noire)
- 1984: Ein Sonntag auf dem Lande (Un dimanche à la campagne)
- 1985: Eine Frau zum Verlieben (Une femme ou deux)
- 1985: Mit Eskorte zum Altar (Le mariage du siècle)
- 1985: Sommer ’36 (L’été 36)
- 1986: Erpreßt – Das geheimnisvolle Foto (Cours privé)
- 1986: Freddy, der Ahnungslose (Prunelle blues)
- 1987: Schmutziges Schicksal (Sale destin)
- 1987: Engel aus Staub (Poussière d’ange)
- 1987: Wir singen im Chor (Chantons en chœur)
- 1988: Schwellenjahre (Les années sandwiches)
- 1990: Alberto und die Tradition (Alberto express)
- 1990: Gauner gegen Gauner (Ripoux contre ripoux)
- 1993: Der Schatten des Zweifels (L’ombre du doute)
- 1995: Hippolytes Fest (Au petit Marguery)
- 1996: Die Stadt, deren König ein Kind ist (La ville dont le prince est un enfant)
- 1996: Beaumarchais – Der Unverschämte (Beaumarchais, l’insolent)
- 1998: Der Graf von Monte Christo (Le comte de Monte Christo)
- 1998: Männer sind auch nur Frauen (L’homme est une femme comme les autres)
- 1999: Salsa & Amor (Salsa)
- 2000: Le pique-nique de Lulu Kreutz
- 2001: Ein Mann sieht rosa (Le placard)
- 2002: Die Mutter der Welt (Nés de la mère du monde)
- 2005: Palais Royal!
- 2006: Tödlicher Kompromiss (René Bousquet ou le grand arrangement)
- 2008: Der Killer und die Nervensäge (L’emmerdeur)
- 2008: Das Zeichen des Engels (L’empreinte de l’ange)
- 2009: Serie  in Schwarz (Suite Noire; Fernsehreihe, 1 Folge)
- 2010: Imogène McCarthery
- 2010: Das Mädchen von gegenüber (Un balcon sur la mer)
- 2011: Simple (Fernsehfilm)
- 2011: Das Wunder von Lourdes (Je m’appelle Bernadette)
- 2012: Paris-Manhattan
- 2014: On a marché sur Bangkok
- 2017: Moi et le Che